# Hugo, o Grande
Hugo, o Grande (898 — 16 de junho de 956) foi duque dos francos e conde de Paris.

## Vida
Filho do segundo casamento do rei Roberto I da França, com Beatriz de Vermandois, e sobrinho do rei Odo. Seu filho mais velho, Hugo Capeto, tornar-se-ia rei da França em 987. Sua família é conhecida como os Robertinos.
Em 923, quando seu pai morreu, Hugo recusou o trono da França, sendo seu cunhado, Raul da Borgonha, eleito rei. Quando este faleceu, em 936, Hugo era dono de quase toda a região entre o Loire e o Sena, a área da antiga Nêustria, com exceção do território cedido aos normandos, em 911. Recusando-se a suceder ao trono novamente, empenhou-se em trazer Luís IV de volta da Inglaterra. Todavia, ele e o novo rei logo vieram a se desentender, e Hugo chegou até a prestas homenagem a Oto I, imperador desde 936, e o apoiou na contenda com Luís. Quando este caiu nas mãos dos normandos, em 945, ele foi entregue a Hugo, que o libertou, em 946, porém, sob a condição de que lhe fosse dada a fortaleza de Laon. No conselho de Ingelheim, dois anos depois, Hugo foi condenado sob pena de excomunhão como reparação para Luís. Apenas em 950 que o poderoso vassalo reconciliou-se com seu suserano, devolvendo-lhe Laon. Mas novas dificuldades surgiram, e as negociações de paz só se concluíram em 953.
À morte de Luís, em 954, Hugo foi o primeiro a reconhecer Lotário como o sucessor, e, por intermédio da rainha Gergerga, foi instrumental para sua coroação. Em reconhecimento por seu serviço, Hugo foi investido pelo novo rei com os ducados da Borgonha (sua soberania sobre a qual já fora nominalmente reconhecida por Luís IV) e da Aquitânia. Todavia, sua expedição para tomar posse da Aquitânia, em 955, fracassou. No mesmo ano, Gilberto, duque da Borgonha, reconheceu a suserania de Hugo, e deu a filha em casamento ao Oto, filho de Hugo. À morte de Gilberto, em abril de 956, Hugo se tornou o mestre efetivo do ducado, mas ele próprio morreu logo depois, em Dourdan.

## Relações familiares
Casou por 3 vezes, a primeira em 922 com Judite do Maine, filha de Roger do Maine, de quem não teve filhos.
O segundo casamento foi em 926 com Edilda de Inglaterra, filha do rei Eduardo, o Velho, de quem igualmente não teve filhos.
O terceiro casamento aconteceu em 937 com Edviges da Saxônia (filha de Henrique I da Germânia "o Passarinheiro" e sua segunda esposa Matilde de Ringelheim "Santa Matilde"), de quem teve 5 filhos:
1. Beatriz de França (939 —1003), casada com Frederico I, duque da Alta-Lorena;
2. Hugo I, rei da França (ca. 938 — 24 de Outubro de 996), mais conhecido como "Hugo Capeto", casou com Adelaide da Aquitânia;
3. Ema de Paris (943 — 966), casou-se em 960 com Ricardo I da Normandia, de quem foi a primeira esposa. Não tiveram filhos;
4. Otão de França, duque da Borgonha (945 —?), casou com Luitegarda de Borgonha;
5. Odo-Henrique da Borgonha, "o Grande", duque da Baixa Borgonha (946 — 1002), casou primeira vez com Gerberga de Chalon (ou Mâcon), casou segunda vez com Gersenda da Gasconha e casou terceira vez com Matilde de Chalon, Senhora de Donzy.

Fora do casamento, foi pai de:
1. Heriberto, bispo de Auxerre.